# Uberlândia Rugby
O Uberlândia Rugby Clube é um clube de rugby da cidade de Uberlândia, MG, Brasil, fundado em 2012. Filiado a Confederação Brasileira de Rugby e à Federação Mineira de Rugby. Possui jogadores nas categorias, adulto e juvenil, masculino e feminino.

## História
Em agosto de 2012, depois de muitas conversas, o clube foi criado a partir da fusão entre o Uberlândia Rugby Clube e o Uberlândia Rugby Leopardos. O clube passou a ter as cores vermelha, verde e branca; sendo o vermelho oriundo dos Leopardos; o verde, do URC; e o branco simbolizando a paz e a união desse grupo em sua nova fase. O mascote é o Carcará, falcão do Triângulo Mineiro. Logo na estreia pós-fusão, em 2014, o clube venceu sua primeira partida pelo campeonato mineiro.
Em 2017 se deu início ao projeto oficial da categoria de base do Uberlândia Rugby, chamado de Jovem carcará, com apoio da Fundação de Turismo Esporte e Lazer de Uberlândia cedendo o campo dentro do parque do sabiá para treinamento. Com esse projeto o Uberlândia Rugby atende de forma gratuita pelo menos 50 crianças e adolescentes com idade entre 09 a 19 anos, de ambos os sexos, criando condições para que eles possam aprender e se desenvolver no esporte, utilizando em primeiro o lugar o esporte como ferramenta de educação, socialização e inclusão, deixando os objetivos de desempenho e a busca de resultados para o pano de fundo do projeto.

## Títulos
Categoria Adulto Masculino
- Circuito Nacional de Seven-a-Side 16º colocado (2013) Campeão da taça incentivo (2014) 10° Colocado (2015) 8° Colocado (2016) 12° Colocado (2017)
- Campeonato Mineiro de Rugby Terceiro colocado (2013-2014) Vice colocado (2015-2018)
- Campeonato Mineiro de Rugby Sevens terceiro colocado (2012), vice-campeão (2013), campeão (2014-2017)
- Copa Triângulo Campeão 2012
- Uberlândia Seven's Campeão 2012